# Elephant and Castle Mob
Elephant and Castle Mob è stata una delle più importanti bande di strada del malaffare londinese durante il periodo compreso tra le due grandi guerre del XX secolo. Erano rivali del boss italo-inglese Charles "Darby" Sabini insieme alla gang dei Birmingham Boys e ai fratelli Cortesi di Saffron Hill. Furono soppiantati dallo stesso Sabini e dai gruppi siciliani alla fine della seconda guerra mondiale e scomparvero definitivamente dallo scenario criminale della metropoli inglese dopo qualche anno.
L'organizzazione fu particolarmente attiva nel periodo tra le due guerre mondiali. A quel tempo erano alleati con i Birmingham Boys, spesso chiamati i Brummagems, guidati da Billy Kimber, con la banda di Camden Town, guidati da George Sage, e con i Finsbury Boys, guidati da Freddie Gilbert. Le bande rivaleggiavano con quelle provenienti dal nord e da est di Londra guidati da Darby Sabini, Alf Bianco, Alf Salomone e Dodger Mullins.
La banda controllava le scommesse sportive sulle corse nel West End di Londra, sconfisse i West End Boys, guidati dai fratelli McCausland, e la King's Cross/Titanic Gang, guidata da Alf Bianco. Dal 1910 al 1930, furono guidati dai fratelli McDonald, Wag e Wal, e combatterono una guerra contro il mafioso italiano Sabini per il controllo delle scommesse negli ippodromi e la fornitura di "servizi" per i bookmakers. Wag McDonald lasciò Londra per Los Angeles, dove divenne guardia del corpo del boss mafioso Jack Dragna nel 1920 e di molte celebrità di Hollywood, tra cui Charlie Chaplin. La storia della sua vita è stata raccontata dal nipote Brian McDonald in Elephant Boys - Tales of London and Los Angeles Underworlds, Mainstream, 2000.